# Linklaters
Linklaters («Линклейтерз») — международная юридическая фирма со штаб-квартирой в Лондоне. Фирма учреждена в 1838 г. и входит в «магический круг» («Magic circle») крупнейших международных юридических фирм с головным офисом в Лондоне. В настоящее время штат фирмы насчитывает более 2 800 юристов, а сама фирма имеет 30 офисов, расположенных в 20 странах.

## История
Юридическая фирма Linklaters была основана в Лондоне в 1838 году, когда Джон Линклейтер (англ. John Linklater) начал сотрудничать с Джулиусом Додсом (англ. Julius Dods). Первоначально фирма была известна как Dods & Linklater и осуществляла консультирование по корпоративному праву. 4 мая 1920 г. произошло слияние фирмы, которая в то время носила наименование Linklater & Co, с другой известной лондонской фирмой Paines Plythe & Huxtable, основанной потомком Томаса Пейна (англ. Thomas Paine).
Большую часть двадцатого века фирма Linklaters & Paines выступала преимущественно как локальная фирма, консультирующая по корпоративному праву, и не имела большого количества офисов за рубежом. В 1998 г. было создано объединение Linklaters and Alliance в рамках партнерства со многими ведущими юридическими фирмами, включая De Brauw Blackstone Westbroek в Амстердаме, De Bandt van Hecke Lagae в Брюсселе, Loesch & Wolter в Люксембурге, Lagerlöf & Leman в Стокгольме и Oppenhoff & Rädler в Германии. В течение следующих 5 лет Linklaters & Paines объединилась с другими четырьмя фирмами Альянса, а также с несколькими другими европейскими фирмами в Бельгии, Люксембурге, Швеции, Германии, Чехии и Польше. Фирма открыла новые офисы в Амстердаме, Бангкоке, Пекине, Будапеште, Бухаресте, Братиславе, Лиссабоне, Мадриде, Милане, Риме, Сан-Паулу и Шанхае. В 1999 году в рамках международной экспансии название фирмы было сокращено до Linklaters.
1 апреля 2005 года, после того как Япония приняла законы, позволяющие международным юридическим фирмам открывать офисы в стране, фирма Linklaters создала первую в Японии объединенную юридическую фирму, специализирующуюся на японском, английском и американском праве. В 2008 году фирма Linklaters выделила свои офисы в Братиславе, Бухаресте, Будапеште и Праге в отдельную фирму «Kinstellar» (название которой является анаграммой от Linklaters).
1 мая 2012 г. фирма Linklaters вступила в союз с ведущей австралийской юридической фирмой Allens. Allens и Linklaters создали в Азии два объединения, одно из которых специализируется на сопровождении сделок и проектов в области энергетики, добычи полезных ископаемых и инфраструктурных проектах, в то время как другое специализируется на работе в Индонезии совместно с местной юридической фирмой Widyawan & Partners.
1 февраля 2013 г. фирма вступила в союз с ведущей южноафриканской юридической фирмой Webber Wentzel. Кроме того, с 2017 года фирма начала работать в Саудовской Аравии совместно с Zamakhchary & Co. по договору о сотрудничестве. В 2018 году фирма Linklaters создала Linklaters Zhao Sheng (объединенная фирма с Zhao Sheng). В настоящее время у объединенной фирмы Linklaters Zhao Sheng есть офисы в Шанхайской зоне свободной торговли и в Пекине.
В 2021 г. фирма Linklaters открывает новый офис в Ирландии.

## Деятельность в России
Московский офис Linklaters действовал с 1992 по 2022 год.
В России фирма занимала ведущие позиции в рейтингах по различным областям права, включая банковское право и финансы, рынки капитала, корпоративное право/слияния и поглощения, энергетику и природные ресурсы, недвижимость и ГЧП.
В 2012 г. и в 2020 г. фирма Linklaters получила награду Chambers Europe «Международная юридическая фирма года в России». В 2018 г. фирма была удостоена звания «Юридическая фирма года в России — Банковское право», а в 2020 г. — звания «Юридическая фирма года в России — Рынки капитала» по версии Best Lawyers.

## Офисы в мире
Юридическая фирма Linklaters была основана в Лондоне, где расположена ее штаб-квартира. По состоянию на август 2022 года фирма имеет 30 офисов в 20 странах (44 офиса в 27 странах, если считать офисы фирм-партнеров) в Европе и Азии, на Ближнем Востоке, в Северной и Южной Америке.

| Офисы фирмы Linklaters - Абу-Даби - Амстердам - Антверпен - Бангкок - Берлин - Брюссель - Варшава - Вашингтон - Гамбург - Гонконг - Дубай - Дублин - Дюссельдорф - Лиссабон - Лондон | - Люксембург - Мадрид - Милан - Мюнхен - Нью-Йорк - Париж - Пекин - Рим - Сан-Паулу - Сеул - Сингапур - Стокгольм - Токио - Франкфурт - Шанхай | Офисы фирм-партнеров - Брисбен — офис партнера по альянсу Allens - Джакарта — офис ассоциативного партнера Widyan & Partners - Джидда — офис партнера Zamakhchary & Co. Linklaters совместно с Zamakhchary & Co. по договору о сотрудничестве - Йоханнесбург — офис партнера по альянсу Webber Wentzel - Кейптаун — офис партнера по альянсу Webber Wentzel - Мельбурн — офис партнера по альянсу Allens - Пекин — Linklaters Zhao Sheng (объединенная фирма с Zhao Sheng) - Перт — офис партнера по альянсу Allens - Порт Морсби — офис партнера по альянсу Allens - Сидней — офис партнера по альянсу Allens - Ханой — офис партнера по альянсу Allens - Хошимин — офис партнера по альянсу Allens - Шанхай — Linklaters Zhao Sheng (объединенная фирма с Zhao Sheng) - Эр-Рияд — офис партнера Zamakhchary & Co. Linklaters совместно с Zamakhchary & Co. по договору о сотрудничестве |